# Eredivisie 2015/16 (vrouwenvoetbal)
De Eredivisie 2015/16 was het zesde seizoen van deze competitie. Het is de hoogste vrouwenvoetbalafdeling die door de KNVB wordt georganiseerd. Na 28 speelrondes werd FC Twente voor de vijfde maal landskampioen van Nederland.
De eerste vijf seizoenen werden van 2007/08 tot en met 2011/12 gespeeld. In de tussenliggende drie seizoenen (2012/13-2014/15) speelden de Nederlandse clubs op het hoogste niveau in de BeNe League, de gezamenlijke competitie van de Belgische KBVB en KNVB.

## Opzet
De competitie bestaat uit zeven teams. Er werd vier keer tegen elkaar gespeeld, tweemaal thuis en tweemaal uit, zodat elk team in totaal 24 wedstrijden speelt.

## Deelnemende teams
| Club            | Plaats     | Stadion            | Trainer               |
| --------------- | ---------- | ------------------ | --------------------- |
| ADO Den Haag    | Den Haag   | Kyocera Stadion    | Marcel Valk           |
| AFC Ajax        | Amsterdam  | De Toekomst        | Ed Engelkes           |
| sc Heerenveen   | Heerenveen | Skoatterwâld       | Fred de Boer          |
| PEC Zwolle      | Zwolle     | IJsseldeltastadion | Sebastiaan Borgardijn |
| PSV             | Eindhoven  | Jan Louwersstadion | Nebojša Vučković      |
| SC Telstar VVNH | Velsen     | Telstar Stadion    | Gideon Dijks          |
| FC Twente       | Enschede   | De Grolsch Veste   | Arjan Veurink         |

## Competitie

### Eindstand
| No. | Club            | AW | W  | G  | V  | Pnt | V  | T  | Kwalificatie                          |
| --- | --------------- | -- | -- | -- | -- | --- | -- | -- | ------------------------------------- |
| 1   | FC Twente       | 24 | 18 | 02 | 04 | 56  | 79 | 21 | UEFA Women's Champions League 2016/17 |
| 2   | Ajax            | 24 | 17 | 05 | 02 | 56  | 46 | 11 |                                       |
| 3   | PSV             | 24 | 14 | 03 | 07 | 45  | 57 | 35 |                                       |
| 4   | ADO Den Haag    | 24 | 10 | 04 | 10 | 34  | 45 | 42 |                                       |
| 5   | SC Telstar VVNH | 24 | 06 | 02 | 16 | 20  | 33 | 79 |                                       |
| 6   | sc Heerenveen   | 24 | 04 | 05 | 15 | 17  | 21 | 54 |                                       |
| 7   | PEC Zwolle      | 24 | 02 | 05 | 17 | 11  | 28 | 67 |                                       |

### Uitslagen
| Eerste seizoenshelft | Eerste seizoenshelft | Eerste seizoenshelft | Eerste seizoenshelft | Eerste seizoenshelft | Eerste seizoenshelft | Eerste seizoenshelft | Eerste seizoenshelft |
|                      | ADO                  | AJAX                 | HEE                  | PEC                  | PSV                  | TEL                  | TWE                  |
| -------------------- | -------------------- | -------------------- | -------------------- | -------------------- | -------------------- | -------------------- | -------------------- |
| ADO                  |                      | 1 – 2                | 2 – 0                | 1 – 1                | 5 – 1                | 4 – 3                | 0 – 2                |
| AJA                  | 0 – 0                |                      | 4 – 1                | 1 – 0                | 1 – 0                | 4 – 1                | 1 – 1                |
| HEE                  | 1 – 1                | 0 – 4                |                      | 1 – 1                | 1 – 1                | 2 – 3                | 1 – 3                |
| PEC                  | 5 – 5                | 0 – 1                | 1 – 2                |                      | 1 – 4                | 1 – 2                | 0 – 7                |
| PSV                  | 4 – 1                | 1 – 3                | 3 – 1                | 5 – 2                |                      | 9 – 2                | 2 – 1                |
| TEL                  | 3 – 2                | 0 – 5                | 1 – 1                | 3 – 1                | 1 – 2                |                      | 1 – 7                |
| TWE                  | 3 – 1                | 3 – 2                | 3 – 0                | 4 – 1                | 3 – 2                | 6 – 0                |                      |

| Tweede seizoenshelft | Tweede seizoenshelft | Tweede seizoenshelft | Tweede seizoenshelft | Tweede seizoenshelft | Tweede seizoenshelft | Tweede seizoenshelft | Tweede seizoenshelft |
|                      | ADO                  | AJA                  | HEE                  | PEC                  | PSV                  | TEL                  | TWE                  |
| -------------------- | -------------------- | -------------------- | -------------------- | -------------------- | -------------------- | -------------------- | -------------------- |
| ADO                  |                      | 0 - 2                | 3 – 0                | 3 – 2                | 2 – 1                | 1 – 2                | 1 – 0                |
| AJA                  | 1 – 0                |                      | 1 – 0                | 3 – 0                | 1 – 0                | 5 – 0                | 1 – 1                |
| HEE                  | 0 – 3                | 0 – 0                |                      | 3 – 0                | 1 – 2                | 2 – 1                | 0 – 5                |
| PEC                  | 0 – 4                | 1 – 3                | 2 – 3                |                      | 0 – 3                | 2 – 2                | 0 – 3                |
| PSV                  | 2 – 1                | 0 – 0                | 6 – 0                | 2 – 2                |                      | 3 – 1                | 2 – 0                |
| TEL                  | 0 – 3                | 0 – 1                | 2 – 1                | 1 – 3                | 1 – 2                |                      | 2 – 4                |
| TWE                  | 7 – 1                | 1 – 0                | 2 – 0                | 1 – 2                | 4 – 0                | 8 – 1                |                      |

## Statistieken

### Topscorers
| Speelster             | Club            | Aantal |
| --------------------- | --------------- | ------ |
| Jill Roord            | FC Twente       | 0020   |
| Renate Jansen         | FC Twente       | 0017   |
| Ellen Jansen          | FC Twente       | 0013   |
| Lineth Beerensteyn    | ADO Den Haag    | 0011   |
| Vanity Lewerissa      | PSV             | 0011   |
| Nadia Coolen          | PSV             | 0009   |
| Myrthe Moorrees       | PSV             | 0009   |
| Eshly Bakker          | Ajax            | 0008   |
| Maayke Heuver         | FC Twente       | 0008   |
| Shanice van de Sanden | FC Twente       | 0008   |
| Babiche Roof          | SC Telstar VVNH | 0008   |
| 4 speelsters          | –               | 0007   |
| 2 speelsters          | –               | 0006   |
| 8 speelsters          | –               | 0005   |
| 8 speelsters          | –               | 0004   |
| 7 speelsters          | –               | 0003   |
| 13 speelsters         | –               | 0002   |
| 18 speelsters         | –               | 0001   |
| Eigen doelpunten      |                 |        |
| 11 speelsters         | –               | 0001   |
| Totaal                | Totaal          | 309    |

### Kaarten

#### Gele kaarten
| Speelster        | Club         | Aantal |
| ---------------- | ------------ | ------ |
| Petra Hogewoning | Ajax         | 0005   |
| Priscilla Mesker | ADO Den Haag | 0004   |
| Hélène Heemskerk | ADO Den Haag | 0004   |
| Merel van Dongen | Ajax         | 0004   |
| Vanity Lewerissa | PSV          | 0004   |
| Suzanne Giesen   | PEC Zwolle   | 0004   |
| 12 speelsters    | –            | 0003   |
| 14 speelsters    | –            | 0002   |
| 35 speelsters    | –            | 0001   |
| Totaal           | Totaal       | 124    |

#### Rode kaarten
| Speelster          | Club         | Aantal |
| ------------------ | ------------ | ------ |
| Kirsten Bakker     | PEC Zwolle   | 0001   |
| Mijke Roelfsema    | ADO Den Haag | 0001   |
| Kirsten van de Ven | FC Twente    | 0001   |
| Totaal             | Totaal       | 003    |